# Абесив
В езикознанието абесѝвен (лишителен падеж, от латинското abesse „далеч съм“), каритѝвен и приватѝвен (отрицателен падеж) са имената на граматичен падеж, означаващ липсата или отсъствието на съответното склонено съществително. На български същата функция имат предлогът и представката –без.

## Вавстралийските езици

### Мартудунира
В мартудунира привативният падеж се образува с две наставки: -уириуа и -уираа. Какво точно определя коя наставка да се използва не е ясно.
| Парла-уираа          | нганарна.   |
| пари-прив            | 1МН. Ч.ИЗКЛ |
| Нямаме никакви пари. |             |

## Вугро-финските езици

### Фински
Във финския език абесивният падеж се отбелязва с -tta за задни гласни и -ttä за предни гласни съобразно с хармонията на гласните. Например:
raha „пари“
rahatta „без пари“
Съществува и равнозначеща конструкция, използваща думата ilman и партитивния падеж:
ilman rahaa „без пари“
или по-рядко срещаното:
rahaa ilman „без пари“
Абесивният падеж при съществителните се използва рядко в писмения език и дори още по-рядко в говоримия, въпреки че някои абесивни форми са по-често срещани отколкото еквивалетните им форми с ilman:
tuloksetta „безуспешно, безплодно“
Itkin syyttä. „Плаках без причина.“
Абесивът, обаче, е широко използван при именните глаголни форми (образувани чрез афикса -ma- / -mä-) като например в puhu-ma-tta „без говорене“, osta-ma-tta „без купуване“, välittä-mä-ttä „без тревожене:“
Juna jäi tulematta. „Влакът не се появи.“
Тази форма често може да бъде заменена чрез използване на отрицателната форма на глагола:
Juna ei tullut.
Възможно е понякога да чуете грешна употреба на абесивния падеж във финския, където абесивните и ilman формите се комбинират:
ilman rahatta
Има дискусия дали това не е смущение от естонски.

### Естонски
Естонският също използва абесивен падеж, който се образува чрез -ta и в единствено и в множествено число:
(ilma) autota „без кола (предлогът ilma се счита за грешка в текстовия стил)“
Талин се слави с два бара, които използват за свои цели употребата на комитативен и абесивен падеж, Nimeta baar Архив на оригинала от 2006-07-07 в Wayback Machine. (барът без име) и Nimega baar Архив на оригинала от 2012-03-13 в Wayback Machine. (барът с име).
Именните форми на глагола се образуват чрез афикса -ma-, а абесивът чрез -ta:
Rong jäi tulemata. „Влакът не се появи.“

### Сколт-саамски
Абесивът при съществителните в сколт-саамския се отбелязва с -tää и в единствено и в множествено число:
Riâkkum veä'rtää. „Плаках без причина.“
Наставката за абесивен падеж при отглаголните съществителни е -ǩâni or -kani:
Son vuõ'lji domoi mainsteǩâni mõ'nt leäi puättam. „Той/тя си отиде в къщи без казване (без да каже) защо беше дошъл/дошла.“
За разлика от финския, абесивът все още се използва често в сколт-саамския.

### Инари-саамски
Абесивът при съществителните в инари-саамския се отбелязва чрез -táá. Отглаголните съществителни се образуват чрез -hánnáá, -hinnáá или -hennáá.

### Други саамски езици
Абесивният падеж не се използва продуктивно в западните саамски езици, въпреки че може да се срещне като вкаменени форми.